# Rückwärts-Kontamination
Rückwärts-Kontamination (engl. reverse/back contamination) bezeichnet den Vorgang, bei dem extraterrestrische Lebensformen in die Biosphäre der Erde gelangen. Der Begriff Kontamination bedeutet „Verunreinigung“, etwa durch Mikroorganismen. Das Gegenstück zur Rückwärts-Kontamination wird als Vorwärts-Kontamination (engl. forward contamination) bezeichnet.
Eine große Gefahr der Rückwärts-Kontamination besteht beispielsweise bei Proben-Rückhol-Missionen und bei der Umsetzung der Idee des Asteroidenbergbaus. Die Folgen einer Rückwärts-Kontamination können neben unabsehbaren Auswirkungen auf den Menschen auch unabsehbare Auswirkungen auf alle anderen Lebensformen auf der Erde umfassen. Eine Alternative zu Proben-Rückhol-Missionen ist die Untersuchung von Proben außerhalb der Erde. Ein Beispiel hierfür ist die Sonde Philae der ESA, bei der das PTOLEMY-Instrument die chemische Zusammensetzung des Kometen Tschurjumow-Gerassimenko direkt auf dem Kometen untersuchte und lediglich die Ergebnisse zur Erde übermittelte.

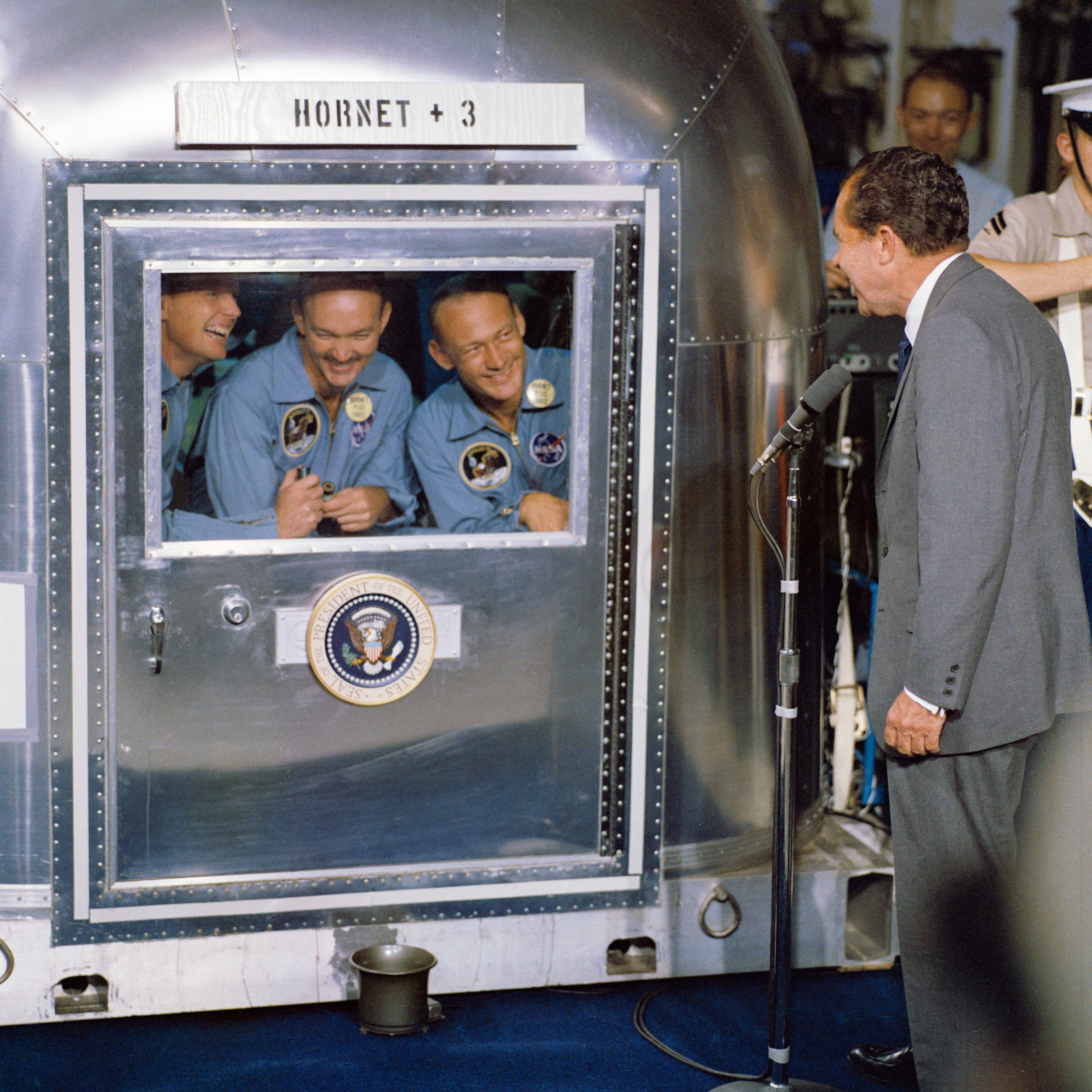
Der Quarantäne-Container sollte eine mögliche Rückwärts-Kontamination durch Apollo-Astronauten verhindern

Der Weltraumvertrag aus dem Jahr 1967 erwähnt in Artikel IX die planetare Kontamination und formuliert entsprechende Anforderungen an die Raumfahrt betreibenden Vertragsparteien.
Um Rückwärts-Kontamination zu verhindern, werden bei Raumfahrtprogrammen große Anstrengungen bezüglich der Sterilisation unternommen. Der Überbegriff hierfür ist planetarer Schutz.

## Trivia
Der US-amerikanische Science-Fiction-Horrorfilm Life (2017) handelt von einer Rückwärts-Kontamination.